# Pojazd spalinowy

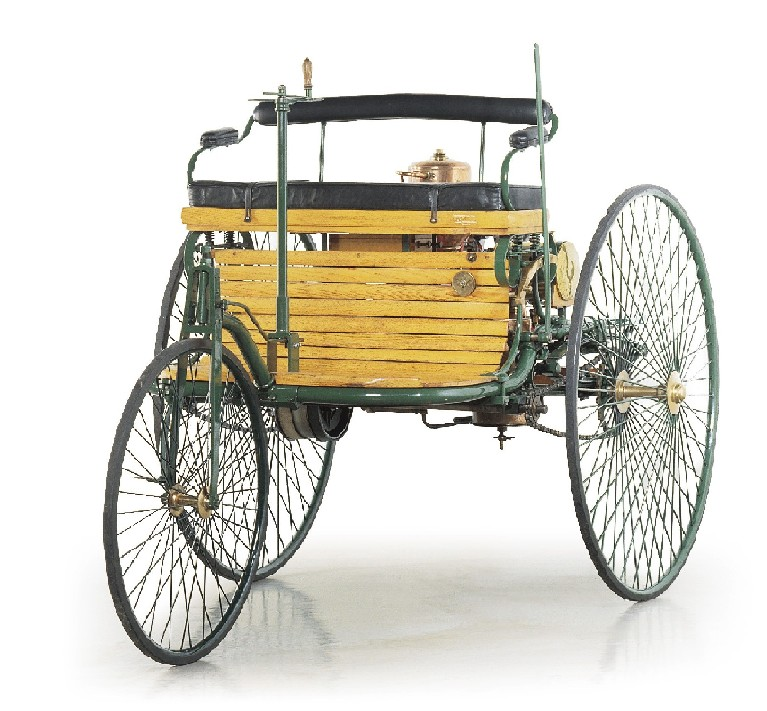
Benz Patent-Motorwagen Nummer 1

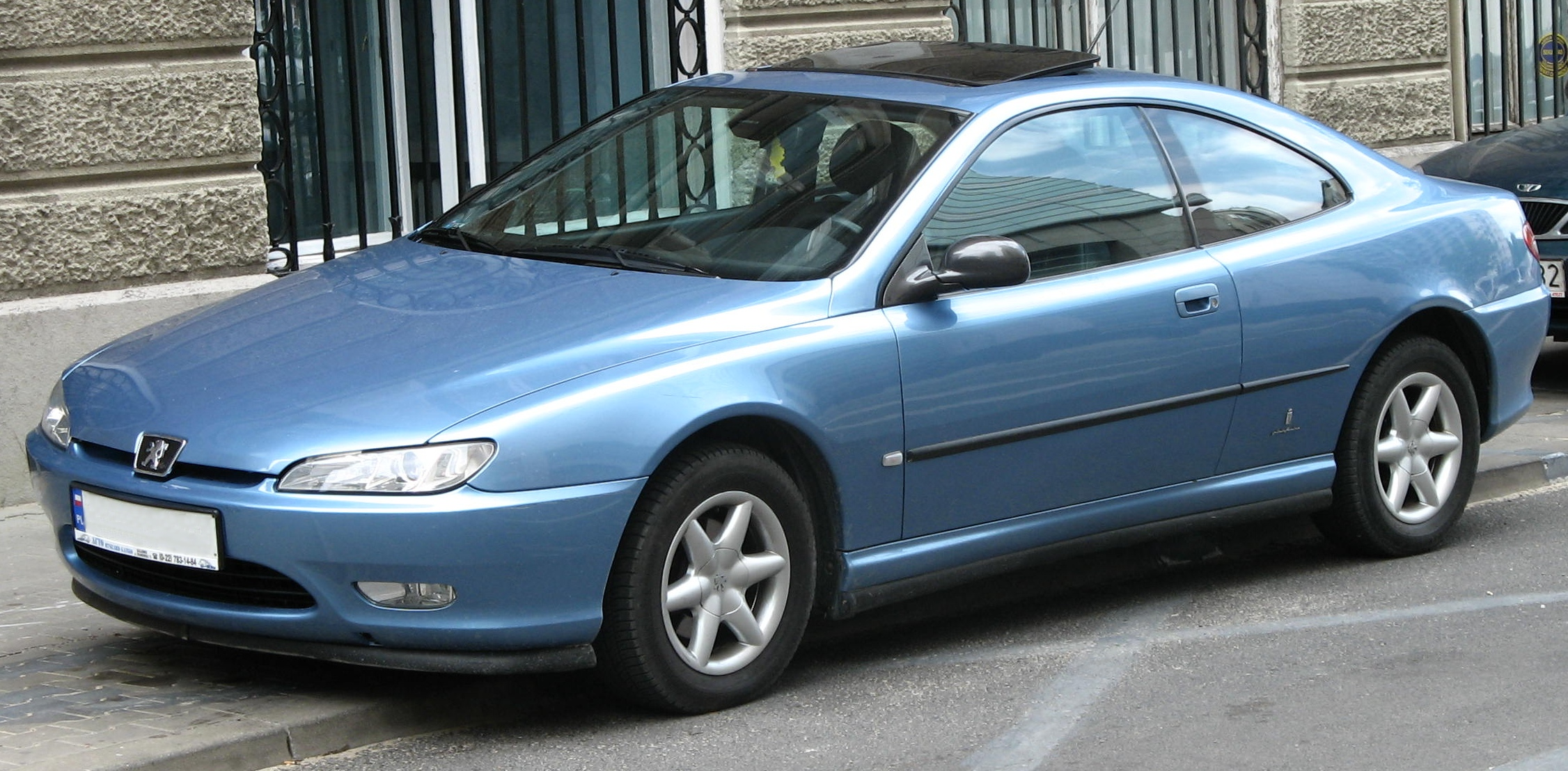
Przykładowy współczesny pojazd spalinowy – samochód osobowy

Pojazd spalinowy – pojazd napędzany silnikiem spalinowym. Pojazdy spalinowe są obecnie dominującym typem pojazdów mechanicznych.

## Historia
Za wynalazcę współczesnego pojazdu spalinowego uważa się Carla Benza. Jego samochód spalinowy Benz Patent-Motorwagen Nummer 1 z 1885 stał się pierwowzorem wszystkich dalszych konstrukcji aut, natomiast Gottlieb Daimler i Wilhelm Maybach w 1885 skonstruowali motocykl nazwany Reitwagen.